# Kabinet-George W. Bush
Het kabinet–George W. Bush was de uitvoerende macht van de Verenigde Staten van Amerika van 20 januari 2001 tot 20 januari 2009. Gouverneur van Texas George W. Bush van de Republikeinse Partij, de oudste zoon van voormalig president George H.W. Bush werd gekozen als de 43e president van de Verenigde Staten na het winnen van de presidentsverkiezingen van 2000 over de kandidaat van de Democratische Partij zittend vicepresident Al Gore, Bush werd herkozen voor een tweede termijn in 2004.

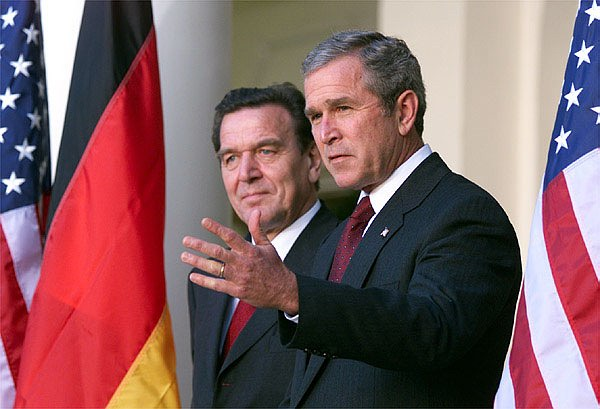
Bondskanselier van Duitsland Gerhard Schröder en president George W. Bush tijdens een bijeenkomst bij het Witte Huis op 9 oktober 2001.

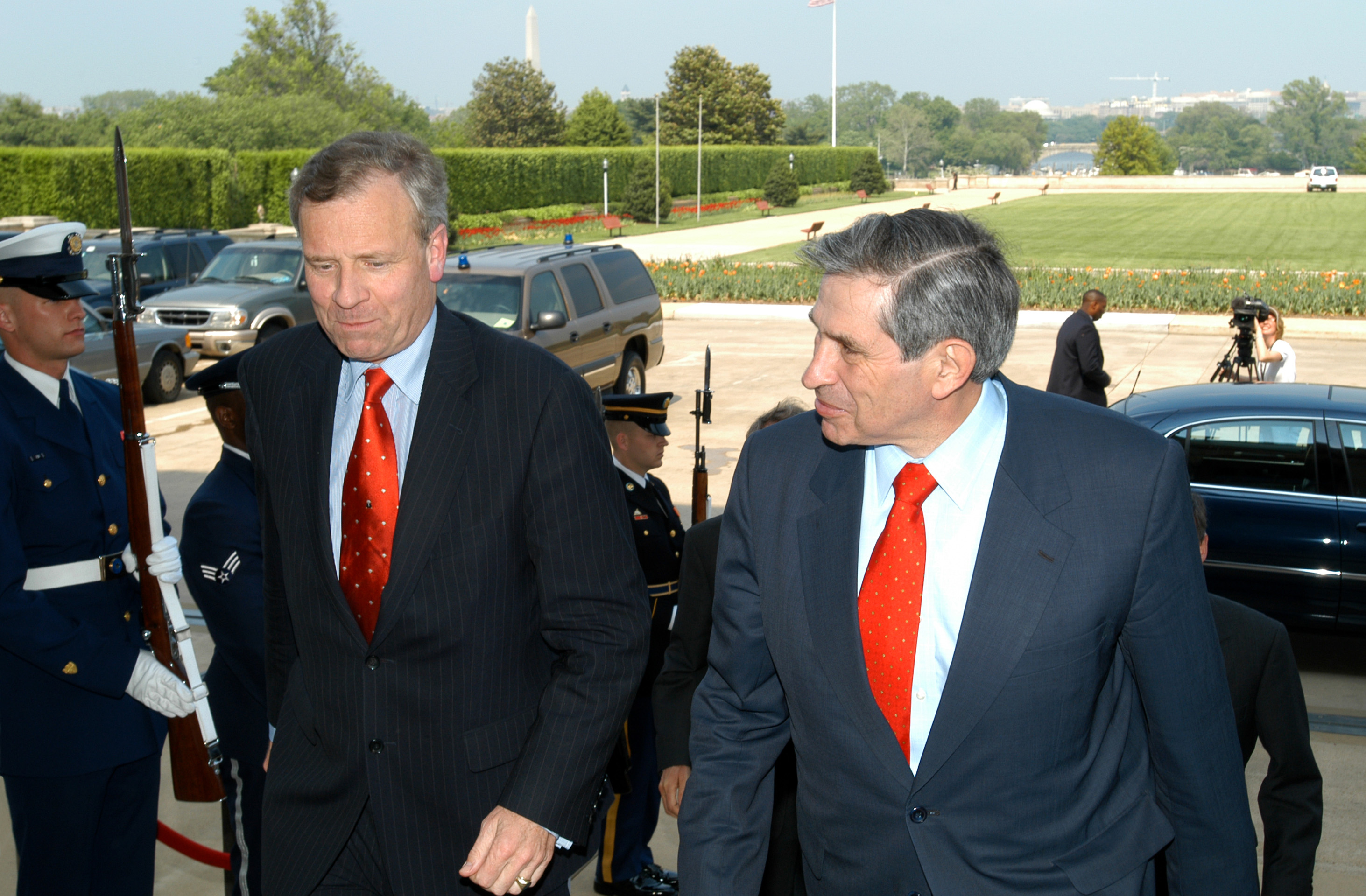
Nederlandse minister van Buitenlandse Zaken Jaap de Hoop Scheffer en onderminister van Defensie Paul Wolfowitz tijdens een bijeenkomst bij het Pentagon op 1 mei 2003.

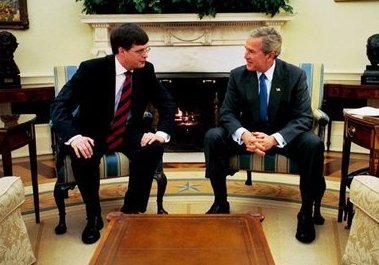
Minister-president van Nederland Jan Peter Balkenende en president George W. Bush in de Oval Office tijdens een bijeenkomst in het Witte Huis op 4 maart 2004.

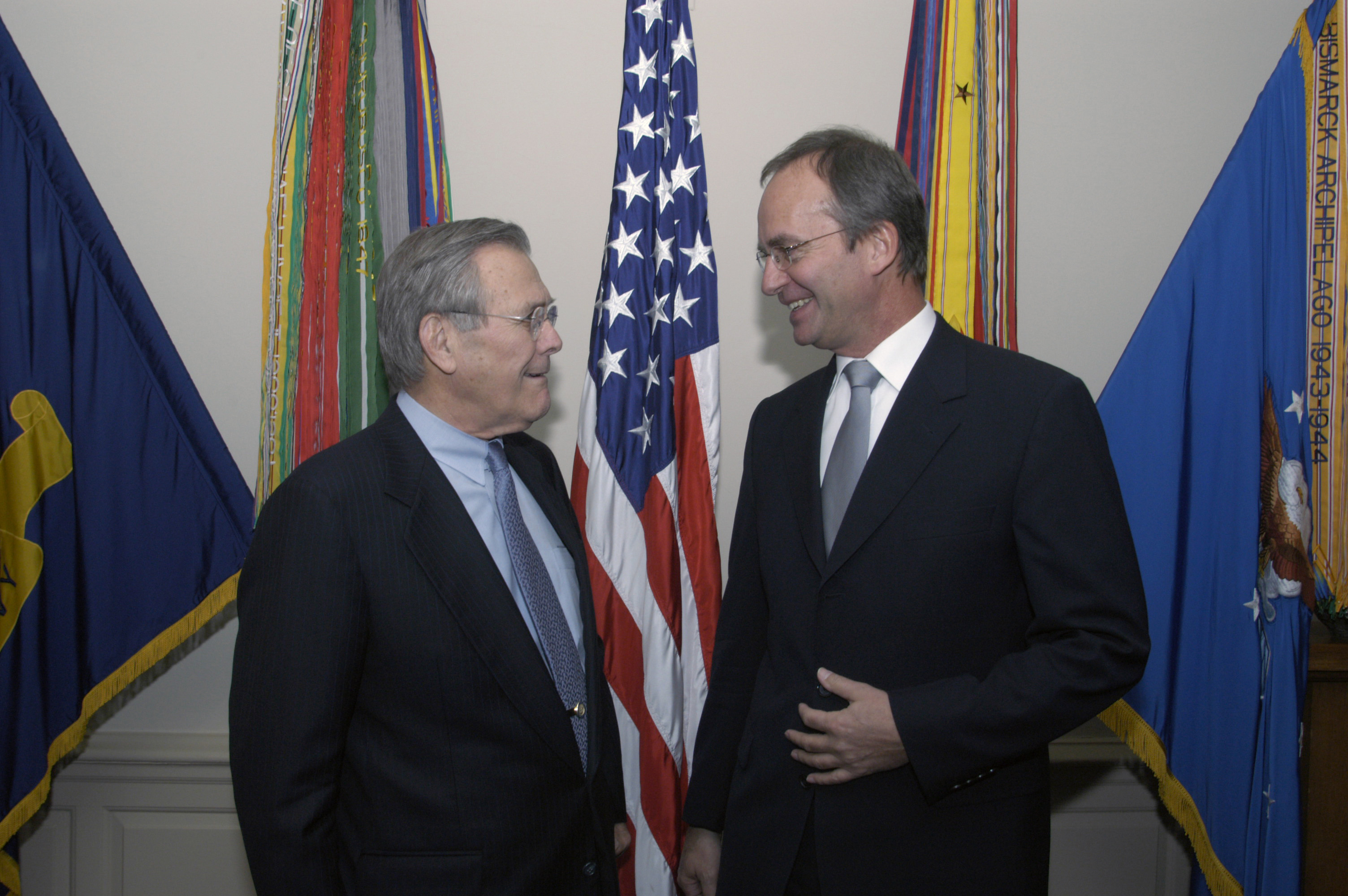
Minister van Defensie Donald Rumsfeld en de Nederlandse minister van Defensie Henk Kamp tijdens een bijeenkomst in het Pentagon op 17 maart 2004.

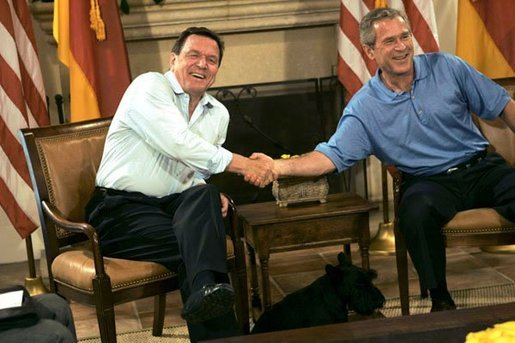
Bondskanselier van Duitsland Gerhard Schröder en president George W. Bush in de Oval Office tijdens een bijeenkomst in het Witte Huis op 5 juni 2004.

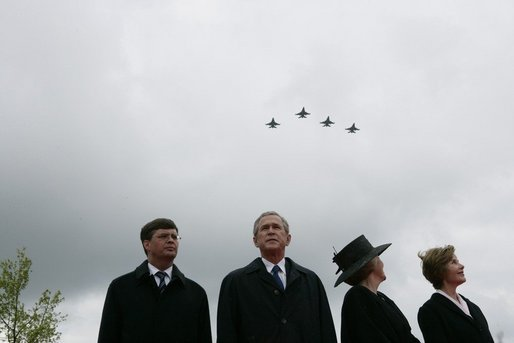
Minister-president van Nederland Jan Peter Balkenende, president George W. Bush, Koningin Beatrix en first lady Laura Bush tijdens bezoek aan de Amerikaanse militaire begraafplaats in Margraten op 8 mei 2005.

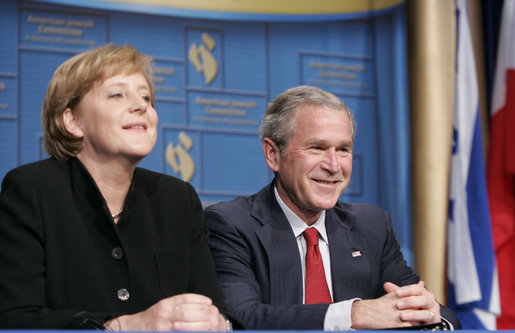
Bondskanselier van Duitsland Angela Merkel en president George W. Bush tijdens een bijeenkomst in Washington D.C. op 4 mei 2006.

| Nr.                  | Functie(s) | Functie(s)                                               | Ambtsbekleder          | Ambtsbekleder                 | Ambtstermijn      | Ambtstermijn      | Partij(en) |
| -------------------- | ---------- | -------------------------------------------------------- | ---------------------- | ----------------------------- | ----------------- | ----------------- | ---------- |
| 43                   |            | President van de Verenigde Staten                        | George W. Bush         | George W. Bush (1946)         | 20 januari 2001   | 20 januari 2009   | R          |
| 46                   |            | Vicepresident van de Verenigde Staten                    | Dick Cheney            | Dick Cheney (1941)            | 20 januari 2001   | 20 januari 2009   | R          |
| Kabinet              |            |                                                          |                        |                               |                   |                   |            |
| Nr.                  | Functie(s) | Functie(s)                                               | Ambtsbekleder          | Ambtsbekleder                 | Ambtstermijn      | Ambtstermijn      | Partij(en) |
| 65                   |            | Minister van Buitenlandse Zaken                          | Colin Powell           | Colin Powell (1937–2021)      | 20 januari 2001   | 26 januari 2005   | R          |
| 66                   |            | Minister van Buitenlandse Zaken                          | Condoleezza Rice       | Condoleezza Rice (1954)       | 26 januari 2005   | 20 januari 2009   | R          |
| 72                   |            | Minister van Financiën                                   | Paul O'Neill           | Paul O'Neill (1935–2020)      | 20 januari 2001   | 1 januari 2003    | R          |
| [ 2 ]                |            | Minister van Financiën                                   | Kenneth Dam            | Kenneth Dam (1932–2022)       | 1 januari 2003    | 3 februari 2003   | R          |
| 73                   |            | Minister van Financiën                                   | John Snow              | John Snow (1939)              | 3 februari 2003   | 30 juni 2006      | R          |
| [ 2 ]                |            | Minister van Financiën                                   | Robert Kimmitt         | Robert Kimmitt (1947)         | 30 juni 2006      | 10 juli 2006      | R          |
| 74                   |            | Minister van Financiën                                   | Hank Paulson           | Hank Paulson (1946)           | 10 juli 2006      | 20 januari 2009   | R          |
| 21                   |            | Minister van Defensie                                    | Donald Rumsfeld        | Donald Rumsfeld (1932–2021)   | 20 januari 2001   | 18 december 2006  | R          |
| 22                   |            | Minister van Defensie                                    | Robert Gates           | Robert Gates (1943)           | 18 december 2006  | 1 juli 2011       | R          |
| [ 2 ]                |            | Minister van Justitie                                    | Eric Holder            | Eric Holder (1951)            | 20 januari 2001   | 2 februari 2001   | D          |
| 79                   |            | Minister van Justitie                                    | John Ashcroft          | John Ashcroft (1942)          | 2 februari 2001   | 3 februari 2005   | R          |
| 80                   |            | Minister van Justitie                                    | Alberto Gonzales       | Alberto Gonzales (1955)       | 3 februari 2005   | 17 september 2007 | R          |
| [ 2 ]                |            | Minister van Justitie                                    | Peter Keisler          | Peter Keisler (1960)          | 17 september 2007 | 9 november 2007   | R          |
| 81                   |            | Minister van Justitie                                    | Michael Mukasey        | Michael Mukasey (1941)        | 9 november 2007   | 20 januari 2009   | R          |
| [ 2 ]                |            | Minister van Binnenlandse Zaken                          | Tom Slonaker           | Tom Slonaker (1944)           | 20 januari 2001   | 31 januari 2001   | O          |
| 48                   |            | Minister van Binnenlandse Zaken                          | Gale Norton            | Gale Norton (1954)            | 31 januari 2001   | 1 april 2006      | R          |
| [ 2 ]                |            | Minister van Binnenlandse Zaken                          | Lynn Scarlett          | Lynn Scarlett (1960)          | 1 april 2006      | 30 mei 2006       | O          |
| 49                   |            | Minister van Binnenlandse Zaken                          | Dirk Kempthorne        | Dirk Kempthorne (1951)        | 30 mei 2006       | 20 januari 2009   | R          |
| 27                   |            | Minister van Landbouw                                    | Ann Veneman            | Ann Veneman (1949)            | 20 januari 2001   | 20 januari 2005   | R          |
| 28                   |            | Minister van Landbouw                                    | Mike Johanns           | Mike Johanns (1950)           | 20 januari 2005   | 20 september 2007 | R          |
| [ 2 ]                |            | Minister van Landbouw                                    | Chuck Conner           | Chuck Conner (1957)           | 20 september 2007 | 28 januari 2008   | R          |
| 29                   |            | Minister van Landbouw                                    | Ed Schafer             | Ed Schafer (1946)             | 28 januari 2008   | 20 januari 2009   | R          |
| 34                   |            | Minister van Economische Zaken                           | Donald Evans           | Donald Evans (1946)           | 20 januari 2001   | 7 februari 2005   | R          |
| 35                   |            | Minister van Economische Zaken                           | Carlos Gutierrez       | Carlos Gutierrez (1953)       | 7 februari 2005   | 20 januari 2009   | R          |
| 24                   |            | Minister van Arbeid                                      | Elaine Chao            | Elaine Chao (1953)            | 20 januari 2001   | 20 januari 2009   | R          |
|                      |            | Minister van Volksgezondheid en Sociale Zaken            | Vacant                 | Vacant                        | Vacant            | Vacant            | Vacant     |
| 19                   |            | Minister van Volksgezondheid en Sociale Zaken            | Tommy Thompson         | Tommy Thompson (1941)         | 1 februari 2001   | 26 januari 2005   | R          |
| 20                   |            | Minister van Volksgezondheid en Sociale Zaken            | Mike Leavitt           | Mike Leavitt (1951)           | 26 januari 2005   | 20 januari 2009   | R          |
| 12                   |            | Minister van Volkshuisvesting en Stedelijke Ontwikkeling | Mel Martinez           | Mel Martinez (1946)           | 20 januari 2001   | 12 december 2003  | R          |
| 13                   |            | Minister van Volkshuisvesting en Stedelijke Ontwikkeling | Alphonso Jackson       | Alphonso Jackson (1945)       | 12 december 2003  | 18 april 2008     | R          |
| [ 2 ]                |            | Minister van Volkshuisvesting en Stedelijke Ontwikkeling | Roy Bernardi           | Roy Bernardi (1943)           | 18 april 2008     | 5 juni 2008       | R          |
| 14                   |            | Minister van Volkshuisvesting en Stedelijke Ontwikkeling | Steve Preston          | Steve Preston (1960)          | 5 juni 2008       | 20 januari 2009   | R          |
| 14                   |            | Minister van Transport                                   | Norman Mineta          | Norman Mineta (1931–2022)     | 20 januari 2001   | 7 augustus 2006   | D          |
| Vacant               |            | Minister van Transport                                   |                        |                               |                   |                   |            |
| 15                   |            | Minister van Transport                                   | Mary Peters            | Mary Peters (1948)            | 17 oktober 2006   | 20 januari 2009   | R          |
| 10                   |            | Minister van Energie                                     | Spencer Abraham        | Spencer Abraham (1952)        | 20 januari 2001   | 1 februari 2005   | R          |
| 11                   |            | Minister van Energie                                     | SamuelBodman           | Samuel Bodman (1938–2018)     | 1 februari 2005   | 20 januari 2009   | R          |
| 7                    |            | Minister van Onderwijs                                   | Rod Paige              | Rod Paige (1933)              | 20 januari 2001   | 20 januari 2005   | R          |
| 8                    |            | Minister van Onderwijs                                   | Margaret Spellings     | Margaret Spellings (1957)     | 20 januari 2005   | 20 januari 2009   | R          |
| 4                    |            | Minister van Veteranenzaken                              | Anthony Principi       | Anthony Principi (1944)       | 20 januari 2001   | 26 januari 2005   | R          |
| 5                    |            | Minister van Veteranenzaken                              | Jim Nicholson          | Jim Nicholson (1938)          | 26 januari 2005   | 1 oktober 2007    | R          |
| [ 2 ]                |            | Minister van Veteranenzaken                              | Gordon Mansfield       | Gordon Mansfield (1941–2013)  | 1 oktober 2007    | 20 december 2007  | R          |
| 6                    |            | Minister van Veteranenzaken                              | James Peake            | James Peake (1944)            | 20 december 2007  | 20 januari 2009   | R          |
| 1                    |            | Minister van Binnenlandse Veiligheid                     | Tom Ridge              | Tom Ridge (1945)              | 24 januari 2003   | 1 februari 2005   | R          |
| [ 2 ]                |            | Minister van Binnenlandse Veiligheid                     | James Loy              | James Loy (1942)              | 1 februari 2005   | 15 februari 2005  | R          |
| 2                    |            | Minister van Binnenlandse Veiligheid                     | Michael Chertoff       | Michael Chertoff (1953)       | 15 februari 2005  | 21 januari 2009   | R          |
| Executive Office     |            |                                                          |                        |                               |                   |                   |            |
| Nr.                  | Functie(s) | Functie(s)                                               | Ambtsbekleder          | Ambtsbekleder                 | Ambtstermijn      | Ambtstermijn      | Partij(en) |
| 21                   |            | Stafchef van het Witte Huis                              | Andrew Card            | Andrew Card (1947)            | 20 januari 2001   | 14 april 2006     | R          |
| 22                   |            | Stafchef van het Witte Huis                              | Joshua Bolten          | Joshua Bolten (1954)          | 14 april 2006     | 20 januari 2009   | R          |
| 20                   |            | Nationaal Veiligheidsadviseur                            | Condoleezza Rice       | Condoleezza Rice (1954)       | 20 januari 2001   | 26 januari 2005   | R          |
| 21                   |            | Nationaal Veiligheidsadviseur                            | Stephen Hadley         | Stephen Hadley (1947)         | 26 januari 2005   | 20 januari 2009   | R          |
| 17                   |            | Counselor                                                | Karen Hughes           | Karen Hughes (1956)           | 20 januari 2001   | 8 juli 2002       | R          |
| Vacant               |            | Counselor                                                |                        |                               |                   |                   |            |
| 18                   |            | Counselor                                                | Dan Bartlett           | Dan Bartlett (1971)           | 5 januari 2005    | 5 juli 2007       | R          |
| 19                   |            | Counselor                                                | Ed Gillespie           | Ed Gillespie (1961)           | 5 juli 2007       | 20 januari 2009   | R          |
| 6                    |            | Senior Advisor                                           | Karl Rove              | Karl Rove (1950)              | 20 januari 2001   | 1 september 2007  | R          |
| 7                    |            | Senior Advisor                                           | Barry Jackson          | Barry Jackson (1960)          | 1 september 2007  | 20 januari 2009   | R          |
| 33                   |            | Directeur van het Bureau voor Management en Budget       | Mitch Daniels          | Mitch Daniels (1949)          | 20 januari 2001   | 6 juni 2003       | R          |
| 34                   |            | Directeur van het Bureau voor Management en Budget       | Joshua Bolten          | Joshua Bolten (1954)          | 6 juni 2003       | 14 april 2006     | R          |
| Vacant               |            | Directeur van het Bureau voor Management en Budget       |                        |                               |                   |                   |            |
| 35                   |            | Directeur van het Bureau voor Management en Budget       | Rob Portman            | Rob Portman (1955)            | 26 mei 2006       | 19 juni 2007      | R          |
| Vacant               |            | Directeur van het Bureau voor Management en Budget       |                        |                               |                   |                   |            |
| 36                   |            | Directeur van het Bureau voor Management en Budget       | Jim Nussle             | Jim Nussle (1960)             | 4 september 2007  | 20 januari 2009   | R          |
| 33                   |            | Juridisch Adviseur                                       | Alberto Gonzales       | Alberto Gonzales (1955)       | 20 januari 2001   | 3 februari 2005   | R          |
| 34                   |            | Juridisch Adviseur                                       | Harriet Miers          | Harriet Miers (1945)          | 3 februari 2005   | 31 januari 2007   | R          |
| 35                   |            | Juridisch Adviseur                                       | Fred Fielding          | Fred Fielding (1939)          | 31 januari 2007   | 20 januari 2009   | R          |
| 15                   |            | Binnenlands Adviseur                                     | John Bridgeland        | John Bridgeland (1960)        | 20 januari 2001   | 30 januari 2002   | R          |
| 16                   |            | Binnenlands Adviseur                                     | Margaret Spellings     | Margaret Spellings (1957)     | 30 januari 2002   | 20 januari 2005   | R          |
| 17                   |            | Binnenlands Adviseur                                     | Claude Allen           | Claude Allen (1960)           | 20 januari 2005   | 10 februari 2006  | R          |
| Vacant               |            | Binnenlands Adviseur                                     |                        |                               |                   |                   |            |
| 18                   |            | Binnenlands Adviseur                                     | Karl Zinsmeister       | Karl Zinsmeister (1959)       | 24 mei 2006       | 20 januari 2009   | R          |
| 23                   |            | Perschef van het Witte Huis                              | Ari Fleischer          | Ari Fleischer (1960)          | 20 januari 2001   | 15 juli 2003      | R          |
| 24                   |            | Perschef van het Witte Huis                              | Scott McClellan        | Scott McClellan (1968)        | 15 juli 2003      | 10 mei 2006       | R          |
| 25                   |            | Perschef van het Witte Huis                              | Tony Snow              | Tony Snow (1955–2008)         | 10 mei 2006       | 14 september 2007 | R          |
| 26                   |            | Perschef van het Witte Huis                              | Dana Perino            | Dana Perino (1972)            | 14 september 2007 | 20 januari 2009   | R          |
| Buitenlands Beleid   |            |                                                          |                        |                               |                   |                   |            |
| Nr.                  | Functie(s) | Functie(s)                                               | Ambtsbekleder          | Ambtsbekleder                 | Ambtstermijn      | Ambtstermijn      | Partij(en) |
| [ 2 ]                |            | Ambassadeur bij de Verenigde Naties                      | James Cunningham       | James Cunningham (1952)       | 20 januari 2001   | 20 september 2001 | O          |
| 23                   |            | Ambassadeur bij de Verenigde Naties                      | John Negroponte        | John Negroponte (1939)        | 20 september 2001 | 30 juni 2004      | R          |
| 24                   |            | Ambassadeur bij de Verenigde Naties                      | John Danforth          | John Danforth (1936)          | 30 juni 2004      | 20 januari 2005   | R          |
| [ 2 ]                |            | Ambassadeur bij de Verenigde Naties                      | Anne Patterson         | Anne Patterson (1949)         | 20 januari 2005   | 2 augustus 2005   | O          |
| 25                   |            | Ambassadeur bij de Verenigde Naties                      | John Bolton            | John Bolton (1948)            | 2 augustus 2005   | 1 december 2006   | R          |
| [ 2 ]                |            | Ambassadeur bij de Verenigde Naties                      | Alex Wolff             | Alex Wolff (1956)             | 31 december 2006  | 30 april 2007     | O          |
| 26                   |            | Ambassadeur bij de Verenigde Naties                      | Zalmay Khalilzad       | Zalmay Khalilzad (1951)       | 30 april 2007     | 22 januari 2009   | R          |
|                      |            | Handels- vertegenwoordiger                               | Vacant                 | Vacant                        | Vacant            | Vacant            | Vacant     |
| 13                   |            | Handels- vertegenwoordiger                               | Robert Zoellick        | Robert Zoellick (1953)        | 7 februari 2001   | 22 februari 2005  | R          |
| Vacant               |            | Handels- vertegenwoordiger                               |                        |                               |                   |                   |            |
| 14                   |            | Handels- vertegenwoordiger                               | Rob Portman            | Rob Portman (1955)            | 17 mei 2005       | 26 mei 2006       | R          |
| Vacant               |            | Handels- vertegenwoordiger                               |                        |                               |                   |                   |            |
| 15                   |            | Handels- vertegenwoordiger                               | Susan Schwab           | Susan Schwab (1955)           | 8 juni 2006       | 20 januari 2009   | R          |
| Agentschapen         |            |                                                          |                        |                               |                   |                   |            |
| Nr.                  | Functie(s) | Functie(s)                                               | Ambtsbekleder          | Ambtsbekleder                 | Ambtstermijn      | Ambtstermijn      | Partij(en) |
|                      |            | Directeur van de Environmental Protection Agency         | Vacant                 | Vacant                        | Vacant            | Vacant            | Vacant     |
| 9                    |            | Directeur van de Environmental Protection Agency         | Christine Todd Whitman | Christine Todd Whitman (1946) | 31 januari 2001   | 30 juli 2003      | R          |
| [ 2 ]                |            | Directeur van de Environmental Protection Agency         |                        | Marianne Horinko (1961)       | 30 juli 2003      | 5 november 2003   | R          |
| 10                   |            | Directeur van de Environmental Protection Agency         | Mike Leavitt           | Mike Leavitt (1951)           | 5 november 2003   | 26 januari 2005   | R          |
| 11                   |            | Directeur van de Environmental Protection Agency         | Stephen Johnson        | Stephen Johnson (1951)        | 26 januari 2005   | 20 januari 2009   | R          |
| Inlichtingendiensten |            |                                                          |                        |                               |                   |                   |            |
| Nr.                  | Functie(s) | Functie(s)                                               | Ambtsbekleder          | Ambtsbekleder                 | Ambtstermijn      | Ambtstermijn      | Partij(en) |
| 18                   |            | Directeur van de Central Intelligence Agency             | George Tenet           | George Tenet (1953)           | 15 december 1996  | 11 juli 2004      | D          |
| [ 2 ]                |            | Directeur van de Central Intelligence Agency             | John McLaughlin        | John McLaughlin (1942)        | 11 juli 2004      | 24 september 2004 | O          |
| 19                   |            | Directeur van de Central Intelligence Agency             | Porter Goss            | Porter Goss (1938)            | 24 september 2004 | 30 mei 2006       | R          |
| 20                   |            | Directeur van de Central Intelligence Agency             | Michael Hayden         | General Michael Hayden (1945) | 30 mei 2006       | 12 februari 2009  | O          |
| 1                    |            | Directeur van de Nationale Inlichtingendiensten          | John Negroponte        | John Negroponte (1939)        | 20 april 2005     | 13 februari 2007  | R          |
| 2                    |            | Directeur van de Nationale Inlichtingendiensten          | Mike McConnell         | Mike McConnell (1943)         | 13 februari 2007  | 27 januari 2009   | O          |
| 5                    |            | Directeur van de Federal Bureau of Investigation         | Louis Freeh            | Louis Freeh (1950)            | 1 september 1993  | 25 juni 2001      | R          |
| [ 2 ]                |            | Directeur van de Federal Bureau of Investigation         | Thomas Pickard         | Thomas Pickard (1950)         | 25 juni 2001      | 4 september 2001  | D          |
| 6                    |            | Directeur van de Federal Bureau of Investigation         | Robert Mueller         | Robert Mueller (1944)         | 4 september 2001  | 4 september 2013  | R          |
| Economisch Beleid    |            |                                                          |                        |                               |                   |                   |            |
| Nr.                  | Functie(s) | Functie(s)                                               | Ambtsbekleder          | Ambtsbekleder                 | Ambtstermijn      | Ambtstermijn      | Partij(en) |
|                      |            | Voorzitter van de Raad van Economische Adviseurs         | Vacant                 | Vacant                        | Vacant            | Vacant            | Vacant     |
| 20                   |            | Voorzitter van de Raad van Economische Adviseurs         | Glenn Hubbard          | Glenn Hubbard (1958)          | 11 mei 2001       | 28 februari 2003  | R          |
| Vacant               |            | Voorzitter van de Raad van Economische Adviseurs         |                        |                               |                   |                   |            |
| 21                   |            | Voorzitter van de Raad van Economische Adviseurs         | Greg Mankiw            | Greg Mankiw (1958)            | 30 mei 2003       | 18 februari 2005  | R          |
| Vacant               |            | Voorzitter van de Raad van Economische Adviseurs         |                        |                               |                   |                   |            |
| 22                   |            | Voorzitter van de Raad van Economische Adviseurs         |                        | Harvey Rosen (1949)           | 23 februari 2005  | 10 juni 2005      | R          |
| Vacant               |            | Voorzitter van de Raad van Economische Adviseurs         |                        |                               |                   |                   |            |
| 23                   |            | Voorzitter van de Raad van Economische Adviseurs         | Ben Bernanke           | Ben Bernanke (1953)           | 20 juni 2005      | 1 februari 2006   | R          |
| Vacant               |            | Voorzitter van de Raad van Economische Adviseurs         |                        |                               |                   |                   |            |
| 24                   |            | Voorzitter van de Raad van Economische Adviseurs         | Edward Lazear          | Edward Lazear (1948)          | 20 juni 2005      | 20 januari 2009   | R          |
| Krijgsmacht          |            |                                                          |                        |                               |                   |                   |            |
| Nr.                  | Functie(s) | Functie(s)                                               | Ambtsbekleder          | Ambtsbekleder                 | Ambtstermijn      | Ambtstermijn      | Partij(en) |
| 14                   |            | Chairman of the Joint Chiefs of Staff                    | Hugh Shelton           | General Hugh Shelton (1942)   | 1 oktober 1997    | 30 september 2001 | O          |
| 15                   |            | Chairman of the Joint Chiefs of Staff                    | Richard Myers          | General Richard Myers (1942)  | 1 oktober 2001    | 30 september 2005 | O          |
| 16                   |            | Chairman of the Joint Chiefs of Staff                    | Peter Pace             | General Peter Pace (1945)     | 1 oktober 2005    | 30 september 2007 | O          |
| 17                   |            | Chairman of the Joint Chiefs of Staff                    | Mike Mullen            | Admiral Mike Mullen (1946)    | 1 oktober 2007    | 30 september 2011 | O          |

Washington ·
J. Adams ·
Jefferson ·
Madison ·
Monroe ·
J.Q. Adams ·
Jackson ·
Van Buren ·
W.H. Harrison ·
Tyler ·
Polk ·
Taylor ·
Fillmore ·
Pierce ·
Buchanan ·
Lincoln ·
A. Johnson ·
Grant ·
Hayes ·
Garfield ·
Arthur ·
Cleveland I ·
B. Harrison ·
Cleveland II ·
McKinley ·
T. Roosevelt ·
Taft ·
Wilson ·
Harding ·
Coolidge ·
Hoover ·
F.D. Roosevelt ·
Truman ·
Eisenhower ·
Kennedy ·
L.B. Johnson ·
Nixon ·
Ford ·
Carter ·
Reagan ·
G.H.W. Bush ·
Clinton ·
G.W. Bush ·
Obama ·
Trump I ·
Biden ·
Trump II